# Port-Gentil
Port-Gentil – drugie co do wielkości miasto Gabonu, ośrodek administracyjny prowincji Ogowe Nadmorskie, w delcie ujściowej rzeki Ogowe do Oceanu Atlantyckiego. Leży w pobliżu przylądka Cap Lopez – najbardziej na zachód wysuniętego punktu kraju. 
Najważniejszy ośrodek przemysłu petrochemicznego (rafineria SOGARA, fr. Société gabonaise de raffinage) i największy port morski w kraju: głównie przeładunek drewna, surowej ropy naftowej i ryb, ładunki drobnicowe i kontenerowe, przemysł drzewny i rybołówstwo. W mieście znajduje się także międzynarodowy port lotniczy Port-Gentil.

## Galeria

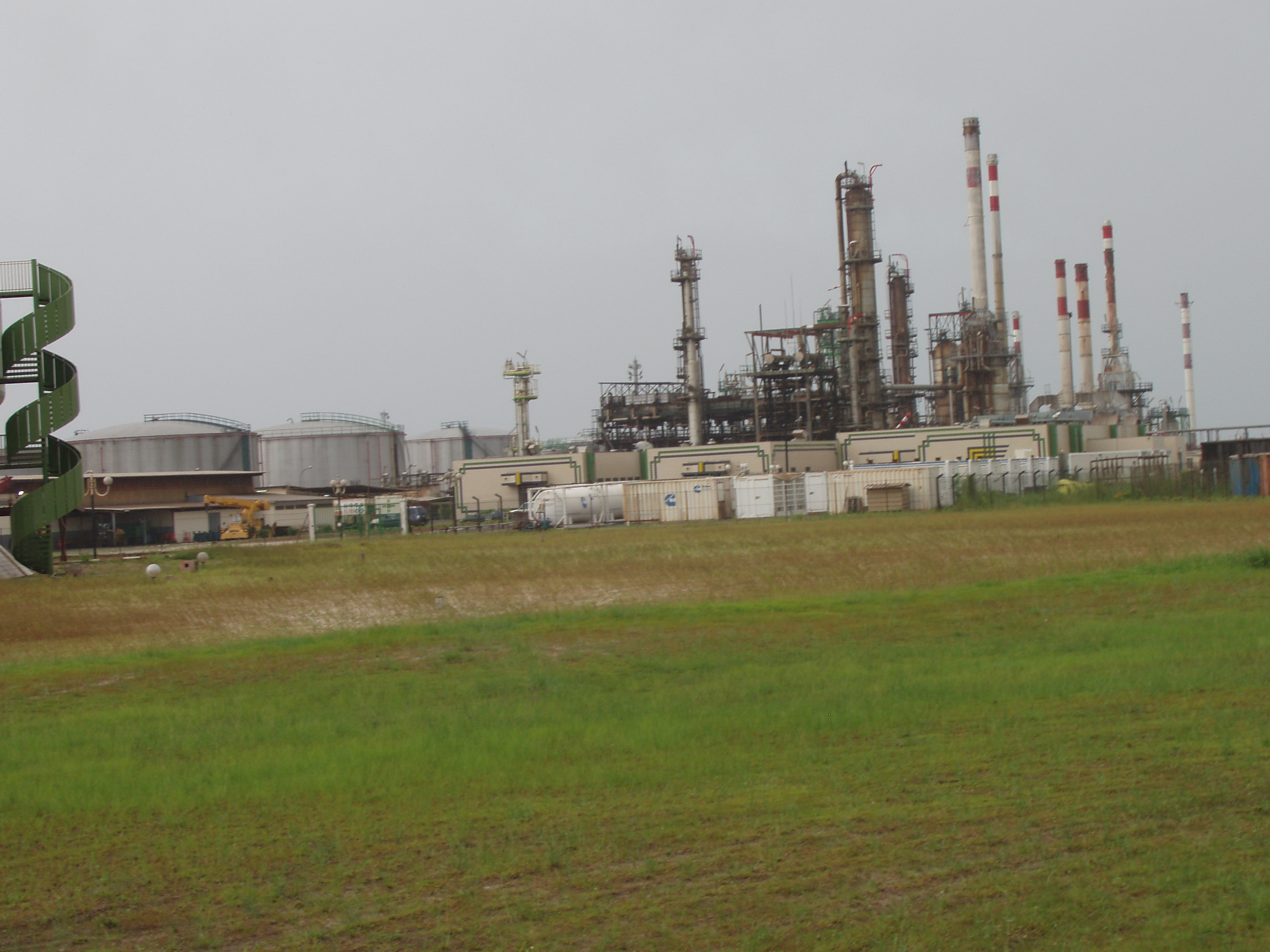
Rafineria SOGARA.
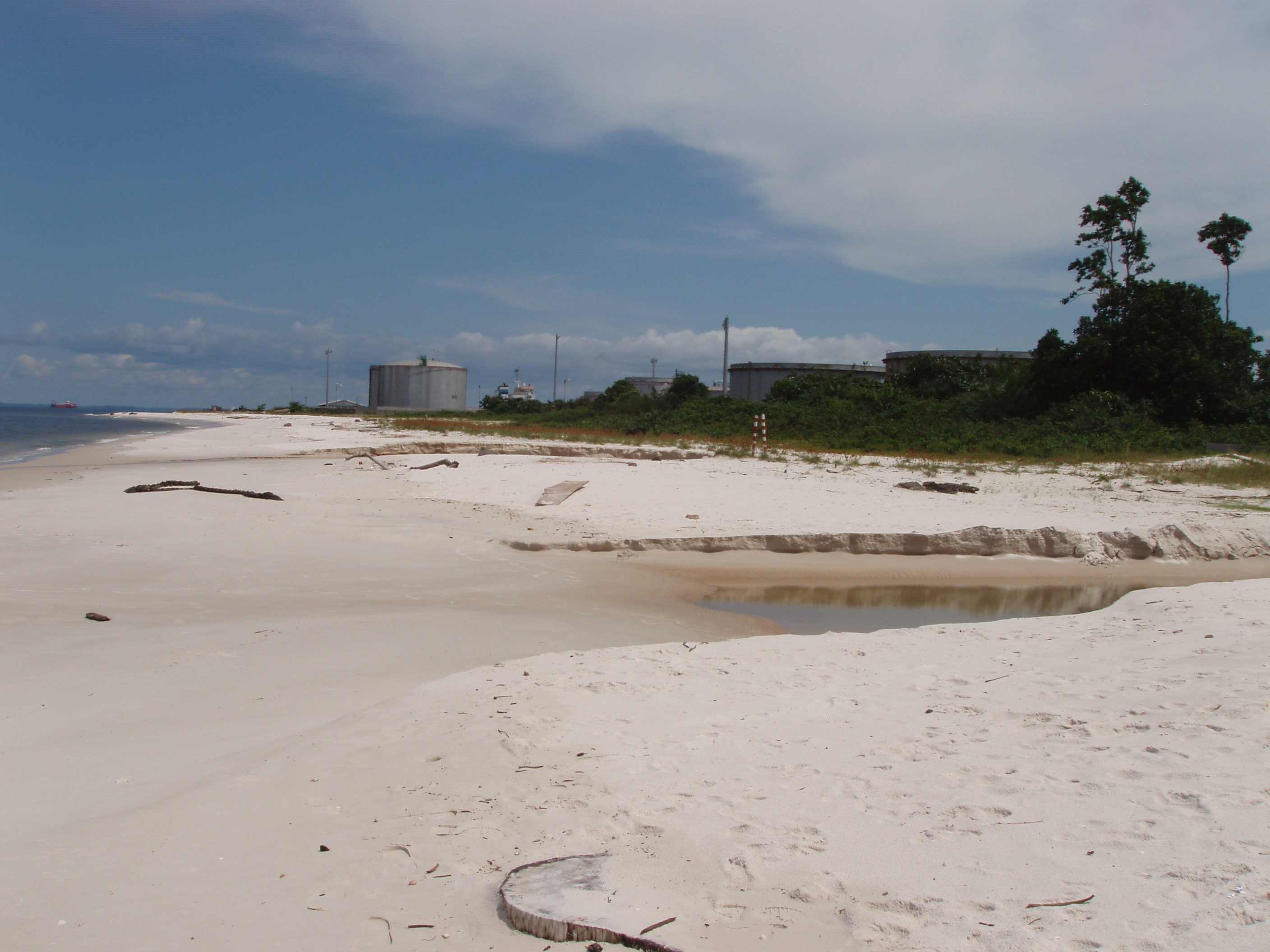
Plaża w pobliżu rafinerii SOGARA.
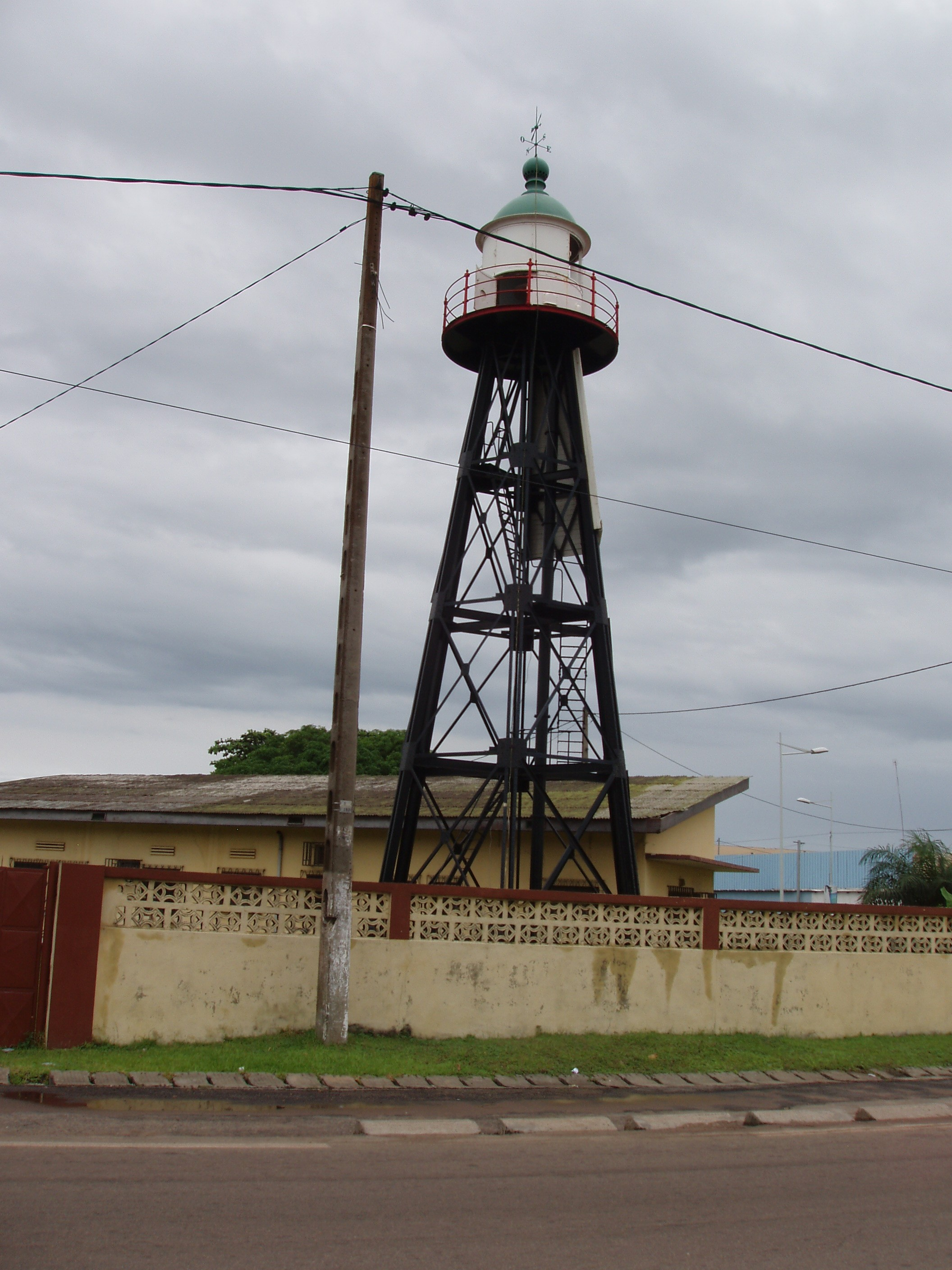
Latarnia w centrum miasta.
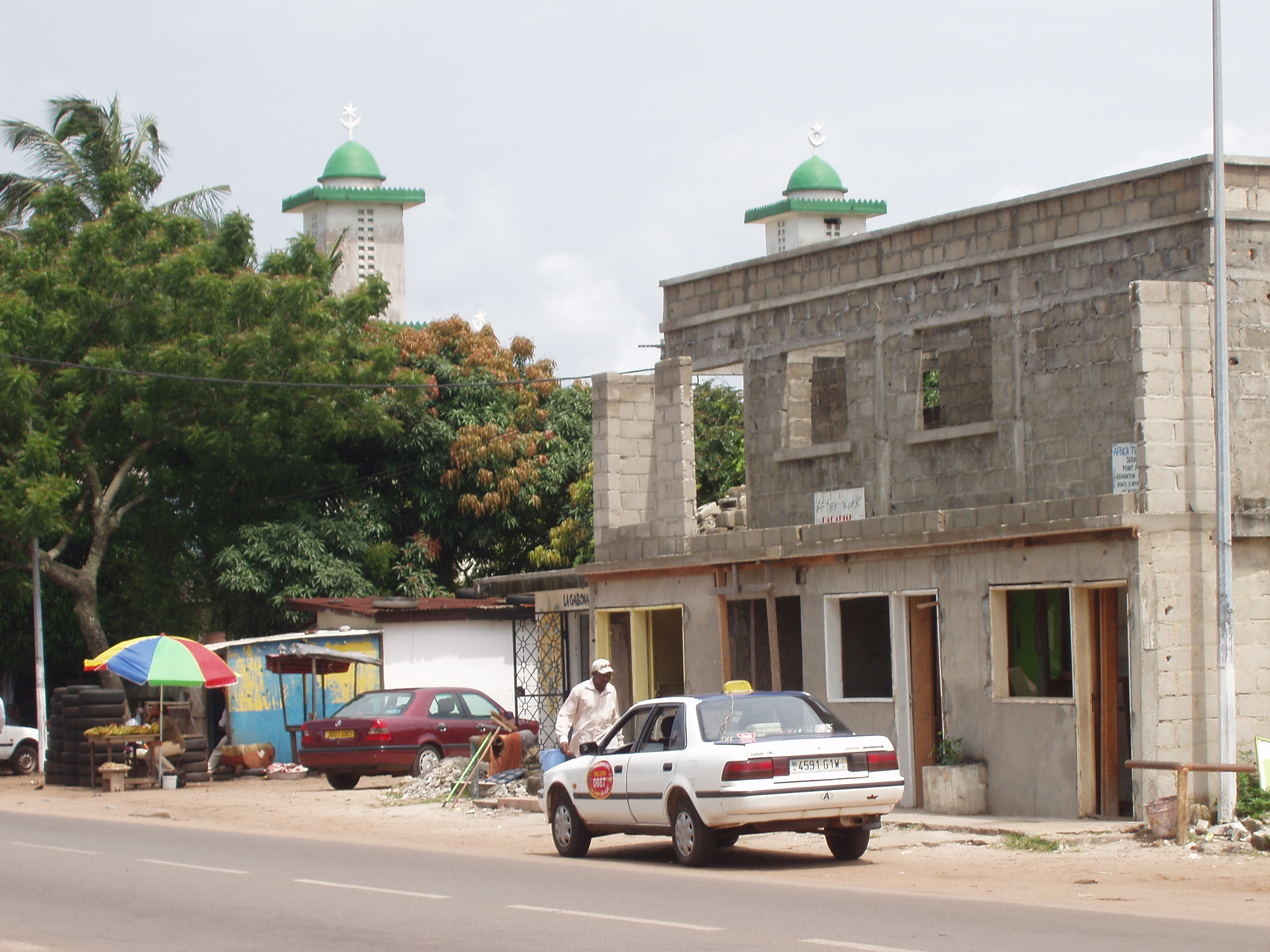
Meczet i taxi w Port-Gentil.
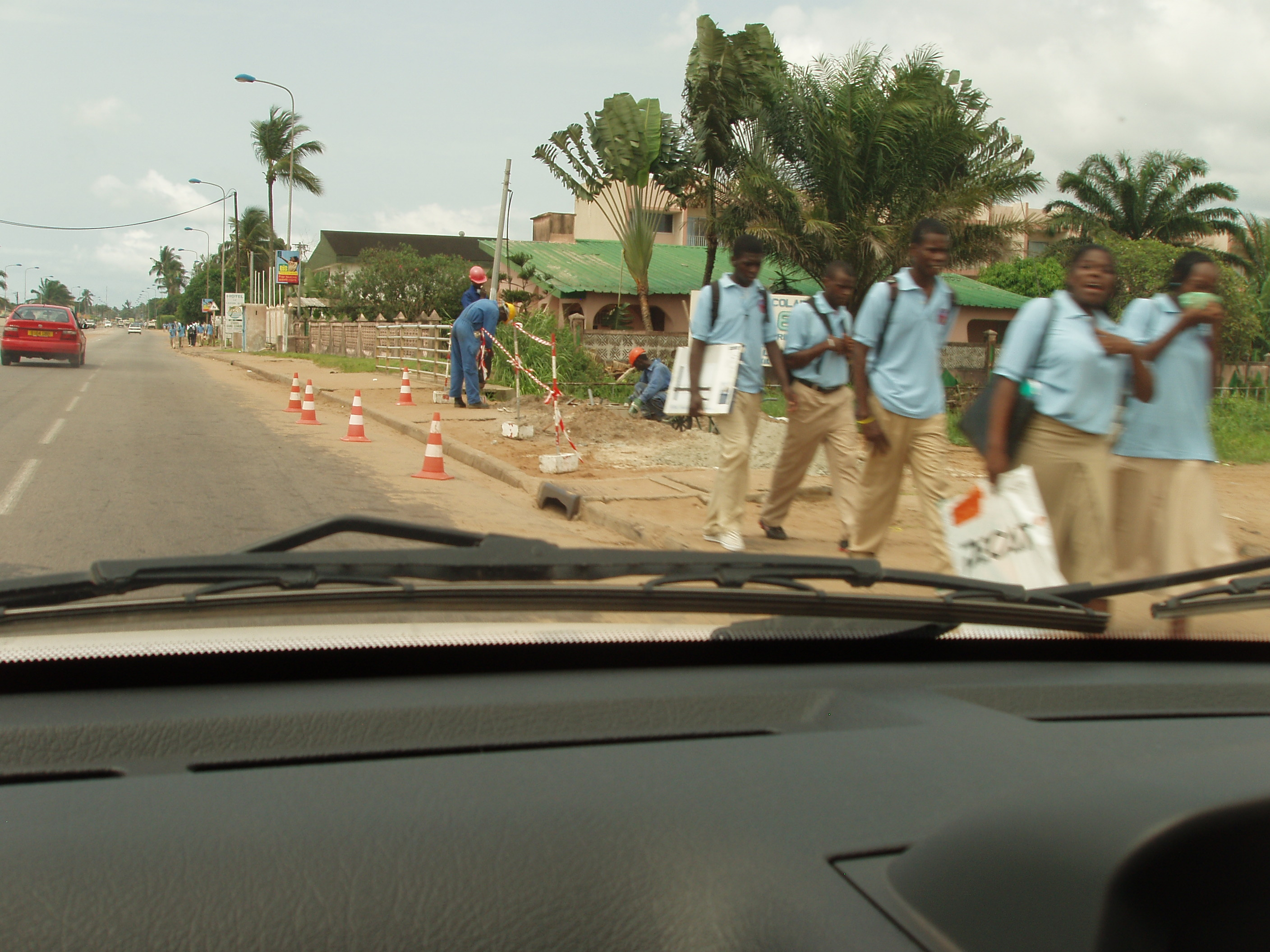
Uczniowie w uniformach w Port-Gentil.
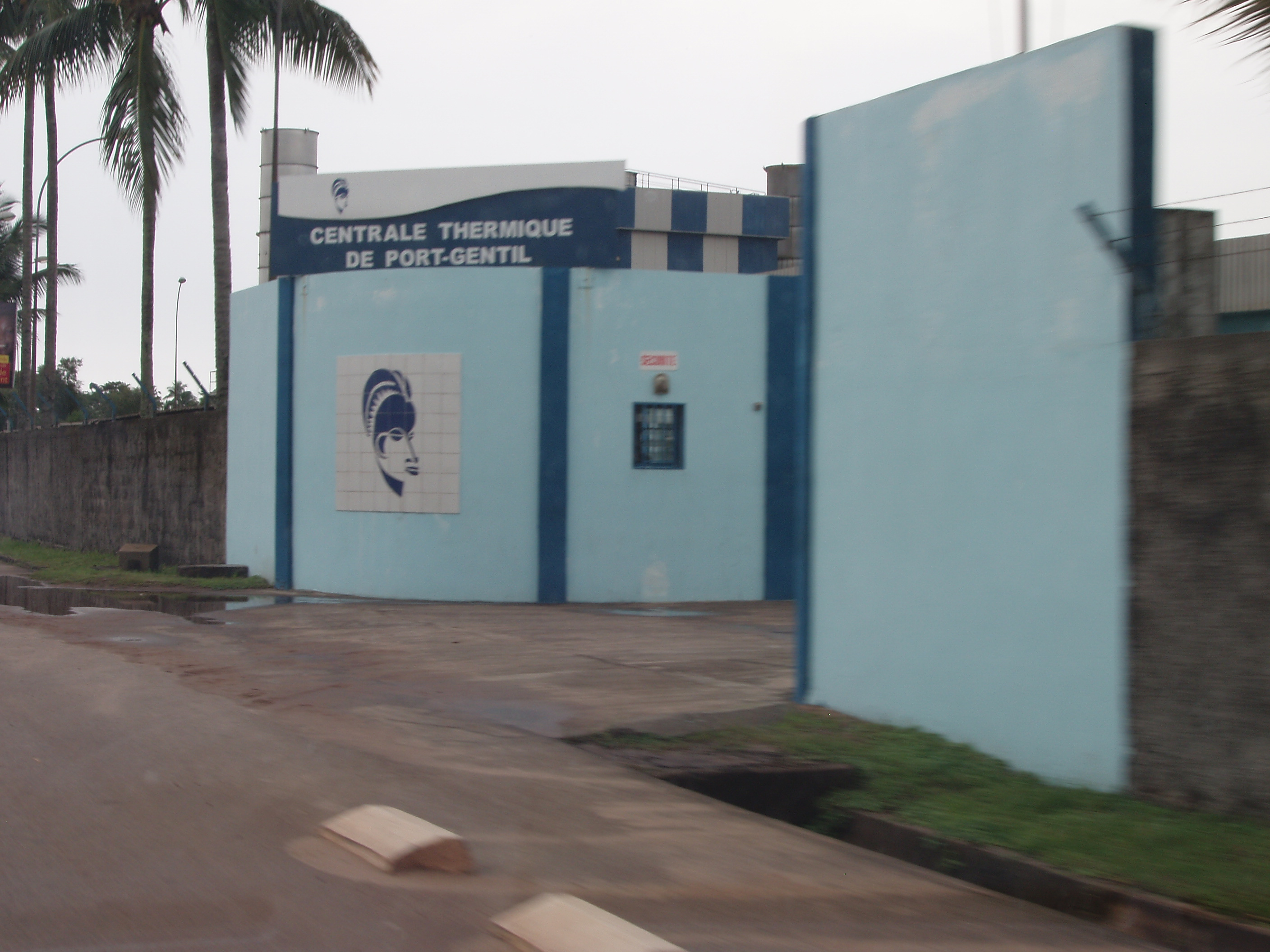
Centrala wód termalnych SEEG, Société d'énergie et d'eau du Gabon(inne języki).
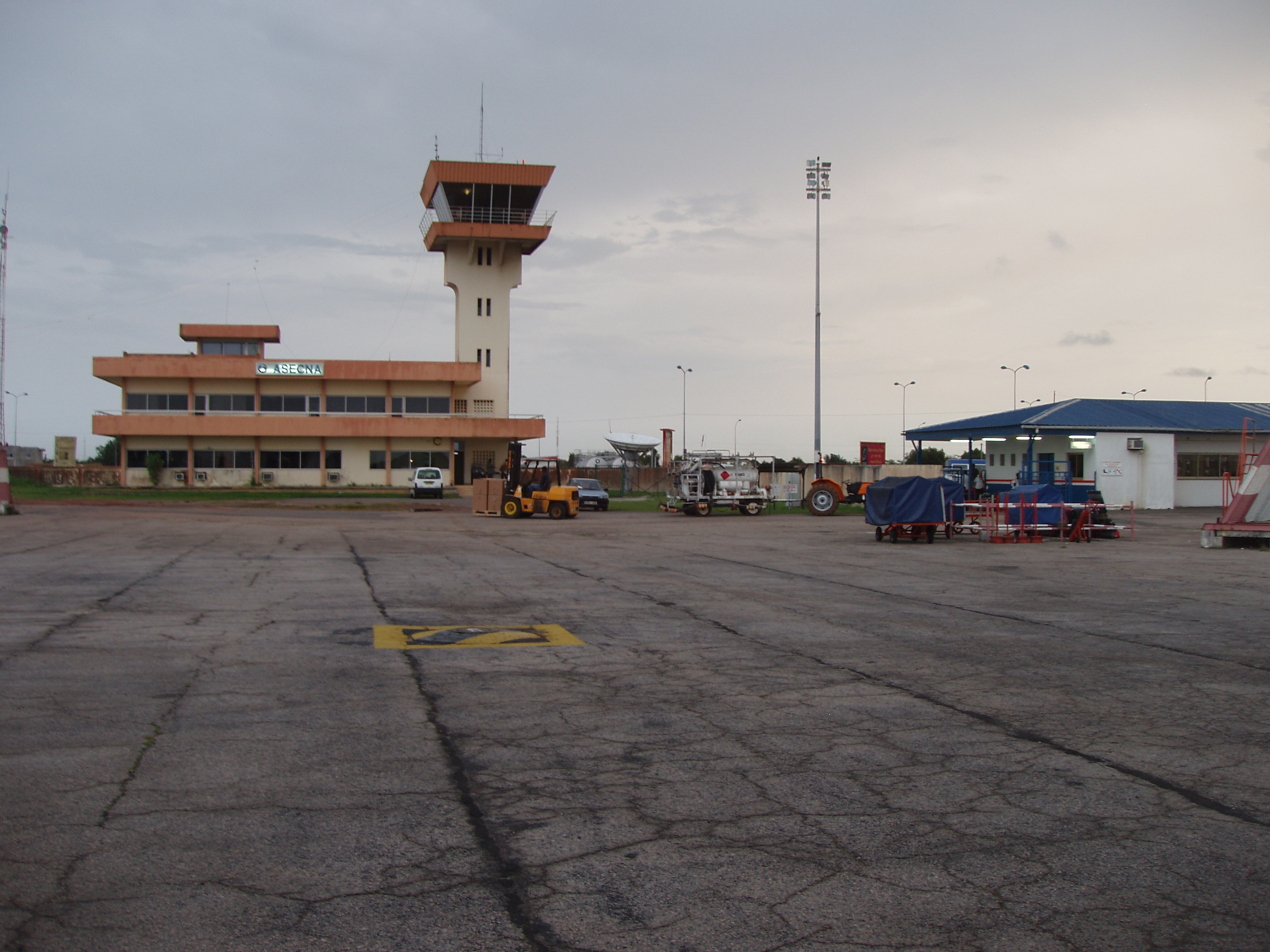
Port lotniczy Port-Gentil.